# Lorenzo Ramo Lahoz
Lorenzo Ramo Lahoz, también transcrito como Lorenzo Ramo Laoz  o Lorenzo Ramo de San Blas  (Mezquita de Jarque, 3 de julio de 1772 – Huesca, 15 de septiembre de 1845) fue un religioso español.

## Biografía
Nacido en Mezquita de Jarque, estudió en Valencia, antes de entrar a la orden escolapia en Peralta de la Sal en 1788. Tras acabar su noviciado en 1789, continuó sus estudios en Alcañiz, Peralta y Valencia. Tras ello comenzó una carrera docente y predicadora, primero como maestro en Valencia y luego como predicador en la catedral de Albarracín de 1795 a 1797. Fue posteriormente profesor de latín en el colegio escolapio de Zaragoza de 1797 a 1804, algo que compatibilizaría con la predicación y el estudio de la literatura.
En 1804 pasó a impartir retórica en Valencia, siendo parte de numerosas academias literarias y autor de algunas obras como una Canción a la amistad patria (1807) y una Primo Magistratui cura esto de vera Religione adamussim custodienda (1817). En paralelo fue examinador sinodial, y profesor de teología y filosofía entre los escolapios valencianos, de cuyo colegio en Valencia fue rector de 1821 a 1826. Durante el Trienio Liberal (1820-1823) colaboró con diversos movimientos liberales y revolucionario moderados. Reconocido entre los intelectuales de la ciudad, en 1824 fue elegido miembro de la Real Academia de Bellas Artes de San Carlos.
Fue también famoso como predicador, siendo llamado para intentar la conversión del último ejecutado por herejía en España, Cayetano Ripoll. Fue igualmente parte del círculo de confianza de los arzobispos de Valencia y de las autoridades civiles de Valencia y Murcia del periodo. Dentro de su orden fue elegido provincial en 1826 y la división de la provincia de Aragón y Valencia en dos le dejó como primer organizador de la segunda. En 1830 fue elegido general de la orden en España. En los años siguientes aprobaría las constituciones de la orden así como la creación de nuevas comunidades en Ferrol y La Bisbal.
En diciembre de 1832 fue elegido obispo de Huesca, cargo que ocuparía hasta su muerte. Fue confirmado en abril de 1833, despidiéndose de la orden escolapia el 2 de septiembre y siendo ordenado obispo por el obispo de Orihuela el 8 de septiembre. Ese mismo mes falleció Fernando VII de España, dejando una sucesión disputada y un complejo escenario religioso entre liberales y conservadores con Ramo Lahoz como uno de las principales cabezas de las órdenes religiosas ahora en el foco de miras. Al año siguiente Ramo Lahoz había efectuado una visita pastoral en su nueva diócesis tras lo que cual realizó una visita ad limina a Roma.
Fue también, en virtud de su nuevo cargo, Prócer del Reino con escaño en el Senado de España de 1834 a 1836. Sin embargo se excusó en 1834 de participar debido a una enfermedad. Fue pese a ello uno de los votantes en 1834 de la exclusión de la línea sucesoria del infante Don Carlos, que se había levantado en armas en contra la sucesión al trono por su sobrina dando comienzo a la primera guerra carlista. En 1835 y 1836 participó en las comisiones de interior y en la que presentó a la reina el presupuesto supletorio. Considerado del sector más leal a Isabel II, se atribuye a su influencia que los escolapios no fueran incluidos entre las órdenes suprimidas en 1836.
Ramo Lahoz se mantenía en sus convicciones liberales de años previos, por lo que fue parte de la junta de reformas eclesiásticas promovida por el gobierno (si bien se abstuvo de participar en sus sesiones mientras esta no tuviera el visto bueno del papa) y era mal visto entre los sectores católicos fundamentalistas. Cooperó en cambio con iniciativas como la desamortización de 1836, la exclaustración (incluyendo el cierre de los monasterios que cooperaran con los carlistas y acabando con la exención del servicio militar para los novicios) y la eliminación del diezmo. Los efectos de esta reforma en la economía de su obispado, sumadas al impacto que tuvo la primera guerra carlista, dejaron a muchas instituciones diocesanas como el seminario de Huesca, el colegio de Santiago de la Universidad de Huesca o el museo numismático de la diócesis en mala situación. Por el contrario, trató de introducir a los escolapios, bien recibidos por las autoridades civiles, en la ciudad oscense. Asimismo, la reforma y refundación del seminario diocesano fue uno de sus proyectos personales, inconcluso a su fallecimiento. También inciden las fuentes en su trabajo en la beneficencia en pro de los pobres de su diócesis.
Falleció en Huesca en 1845.